# Echo Park (Los Angeles)
Pour les articles homonymes, voir Echo Park.
Echo Park est à la fois le nom d'un quartier et d'un parc de la ville américaine de Los Angeles, en Californie. Il se situe dans le prolongement du quartier de Silver Lake. Sur Sunset Boulevard, on trouve quelques boutiques branchées (disquaire, restaurants et friperies vintage) faisant la renommée du quartier, résidentiel.

## Géographie

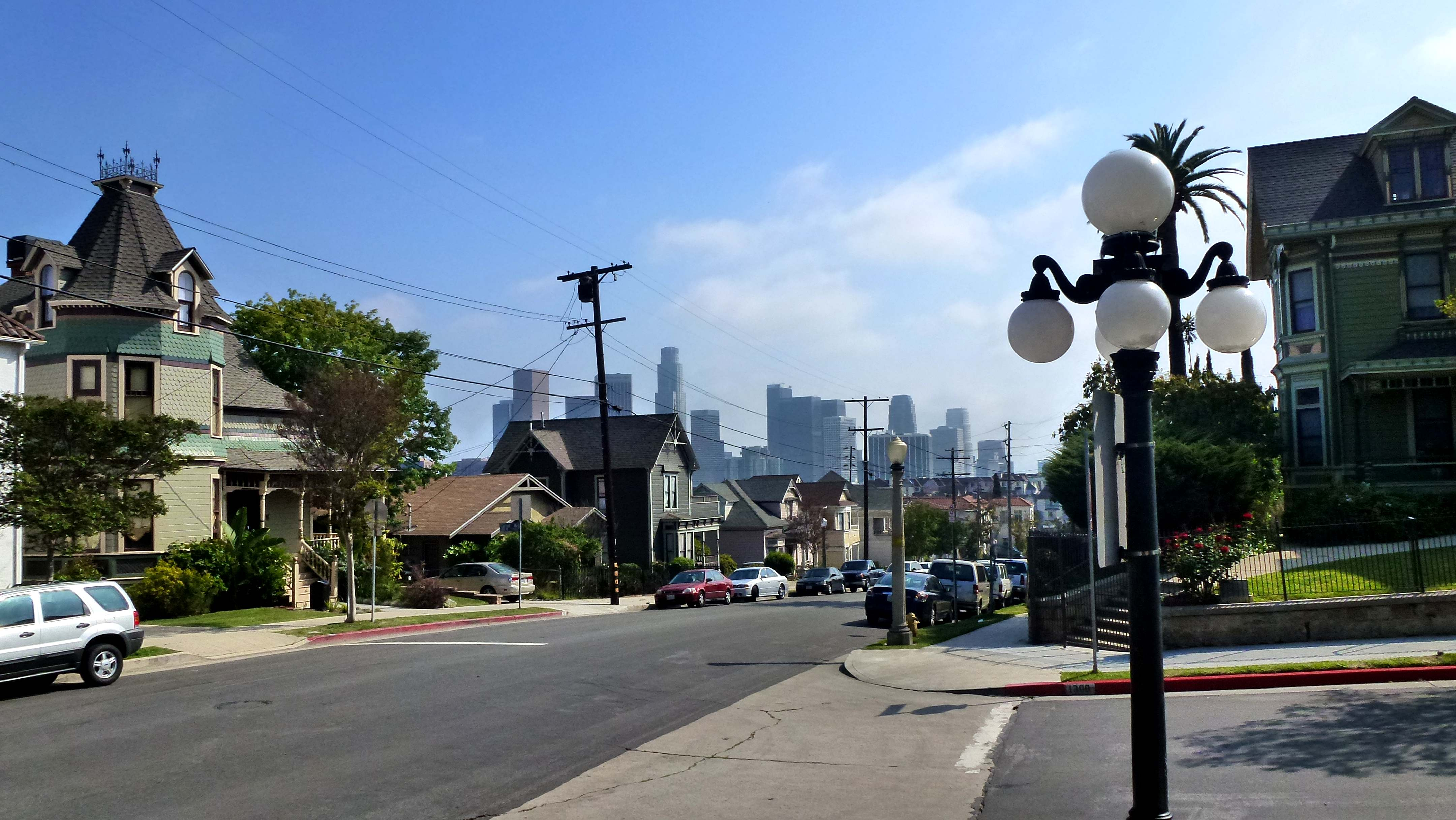
Les tours de Downtown Los Angeles vues depuis Echo Park.

Il est situé dans le centre-ville de Los Angeles. Comme son nom l'indique, la principale attraction du quartier est son grand parc urbain, où se regroupent de nombreux sans-logis.

## Démographie
Selon les estimations du département d'urbanisme de Los Angeles de 2008, Echo Park compte 43 832 habitants, dont 64 % de Latinos, 18,8 % d'Asiatiques, 12,9 % de Blancs non hispaniques, 2 % de Noirs et 2,3 % de personnes appartenant à un autre groupe.